# Archives: The Best of Asia 1988-1997
Archives: The Best of Asia 1988-1997 es el séptimo álbum recopilatorio de la banda británica de rock progresivo Asia y fue publicado en el año 2000.
Como su nombre lo dice, este compilado contiene canciones que fueron grabadas durante los años de 1988 y 1997, exactamente de los álbumes de estudio Aqua, Aria, Arena y de los álbumes compilatorios Archiva Vol. 1 y Archiva Vol. 2, mientras que los temas «Only Time Will Tell» y «Heat of the Moment» fueron grabadas en vivo en 1997.

## Lista de canciones
| Side one |                                |                                                |          |  |
| N.º      | Título                         | Escritor(es)                                   | Duración |  |
| 1.       | «Who Will Stop The Rain?»      | Geoff Downes / Johnny Warman / Jane Woolfenden | 4:35     |  |
| 2.       | «Summer»                       | Downes / John Payne                            | 4:06     |  |
| 3.       | «Satellite Blues»              | Downes / Warman                                | 4:47     |  |
| 4.       | «Love Under Fire»              | Downes / Greg Lake                             | 5:15     |  |
| 5.       | «Tell Me Why»                  | Downes / Payne                                 | 5:14     |  |
| 6.       | «Lay Down Your Arms»           | Downes / Payne / Grant Hart                    | 4:14     |  |
| 7.       | «Rememberence Day»             | Downes / Payne                                 | 4:18     |  |
| 8.       | «I Can't Wait a Lifetime»      | Payne / Andy Nye                               | 3:34     |  |
| 9.       | «The Higher You Climb»         | Downes / Warman / Woolfenden                   | 3:25     |  |
| 10.      | «Anytime»                      | Downes / Payne                                 | 4:57     |  |
| 11.      | «Heat of the Moment ' 97»      | Downes / John Wetton                           | 3:51     |  |
| 12.      | «Heart of Gold»                | Downes / Payne                                 | 4:46     |  |
| 13.      | «A Far Cry»                    | Downes / Payne / Hart                          | 5:28     |  |
| 14.      | «Don't Cut the Wire (Brother)» | Downes / Payne                                 | 5:19     |  |
| 15.      | «The Day Before the War»       | Downes / Payne                                 | 9:08     |  |
| 16.      | «Only Time Will Tell ' 97»     | Downes / Wetton                                | 5:15     |  |

## Formación

### Asia
- John Payne — voz principal, bajo y guitarra
- Geoff Downes — teclados y coros
- Carl Palmer — batería
- Steve Howe — guitarra
- Al Pitrelli — guitarra
- Michael Sturgis — batería

### Músicos invitados
- Scott Gorham — guitarra
- Anthony Glynne — guitarra
- Elliot Randall — guitarra
- Aziz Ibrahim — guitarra
- Adrian Dessent — guitarra
- Simon Phillips — batería
- Nigel Glockler — batería
- Preston Hayman — batería